# Dryade de Waterton
Thalurania watertonii
Espèce
Répartition géographique
Statut de conservation UICN

 EN  : En danger
Statut CITES
La Dryade de Waterton (Thalurania watertonii) est une espèce de colibris de la famille  des Trochilidae.
Son nom commémore le naturaliste et explorateur britannique Charles Waterton (1782-1865).

## Répartition
Cette espèce est endémique au Nord-Est du Brésil (Pernambouc, Alagoas, Sergipe).

## Galerie

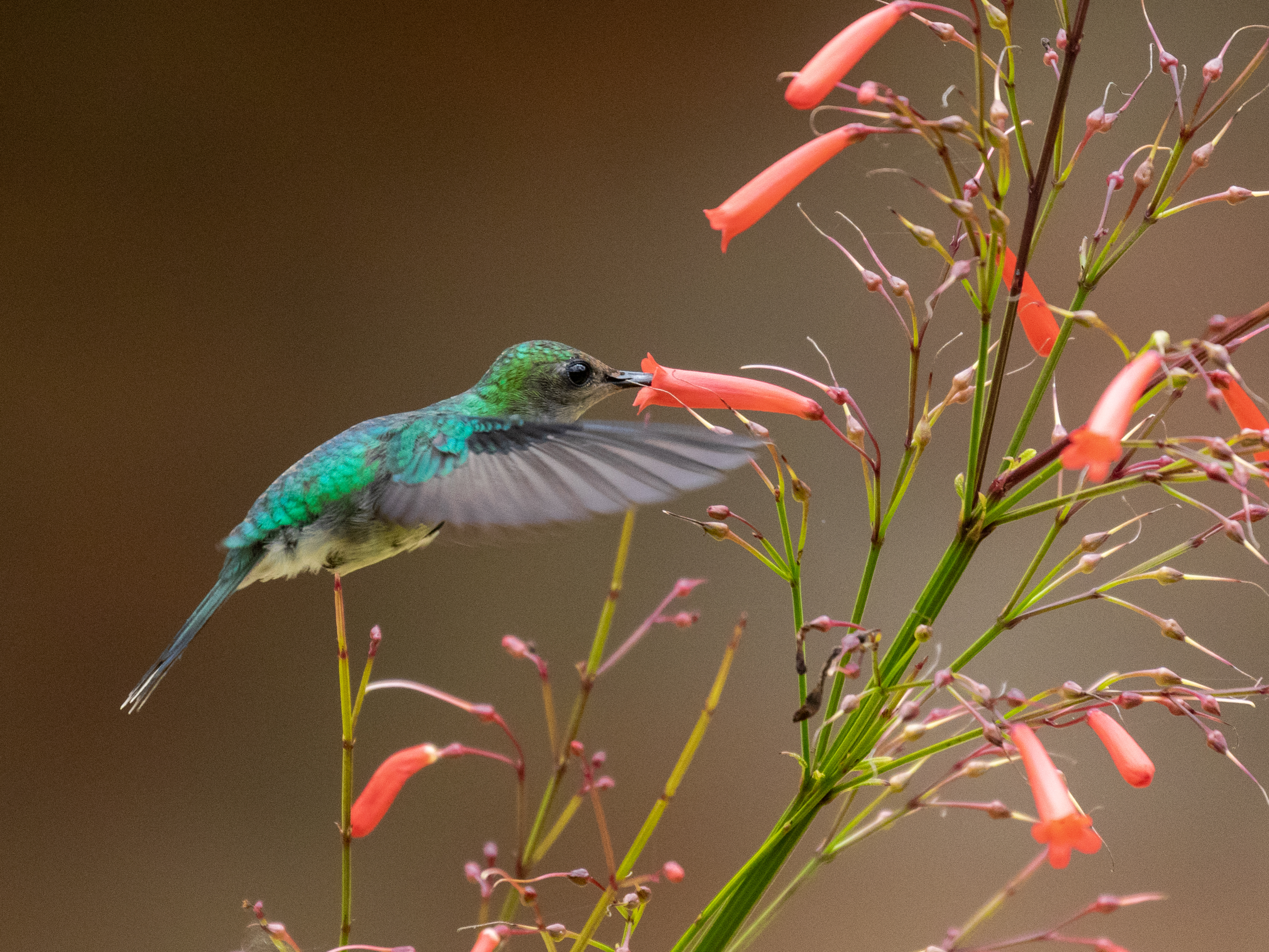
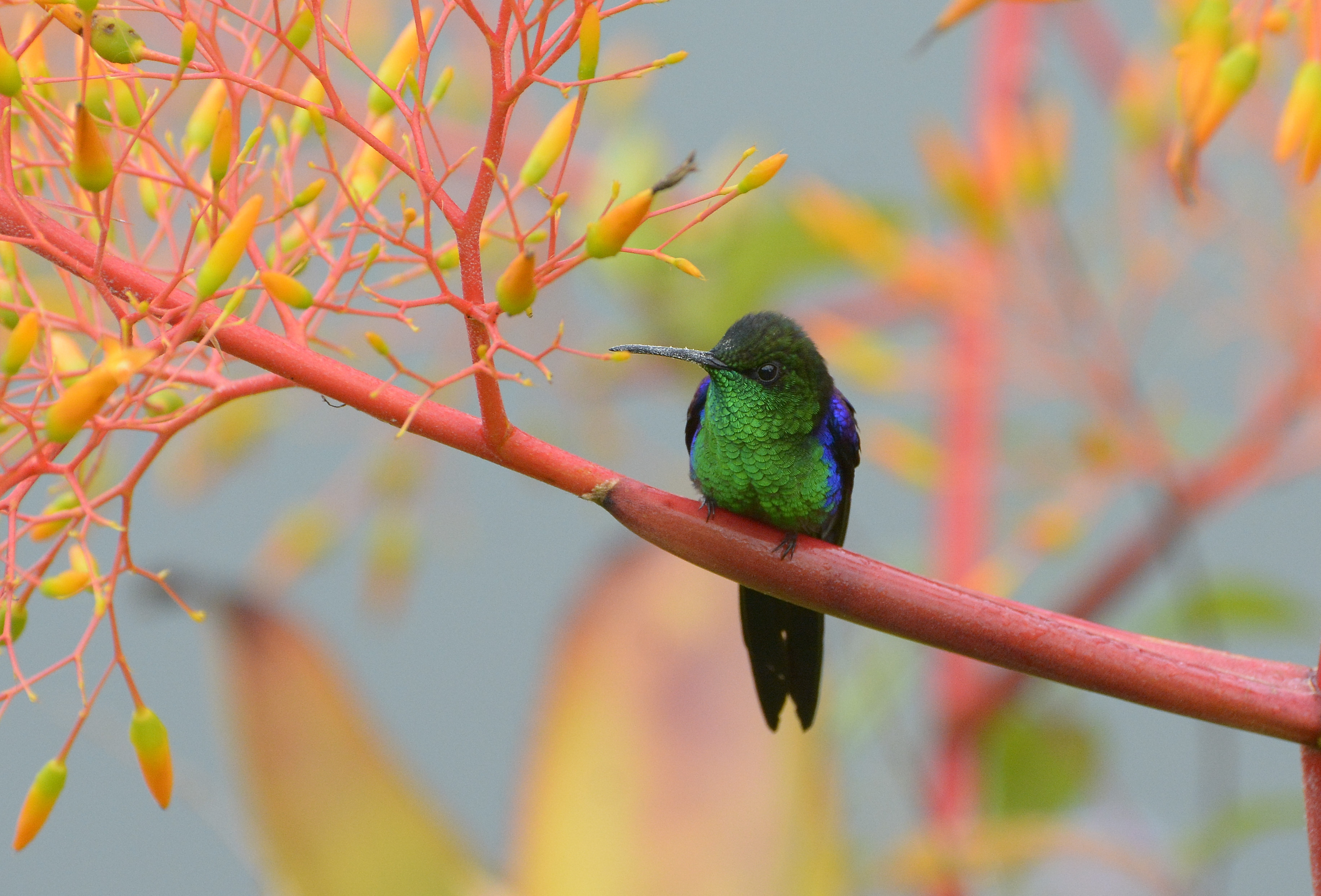
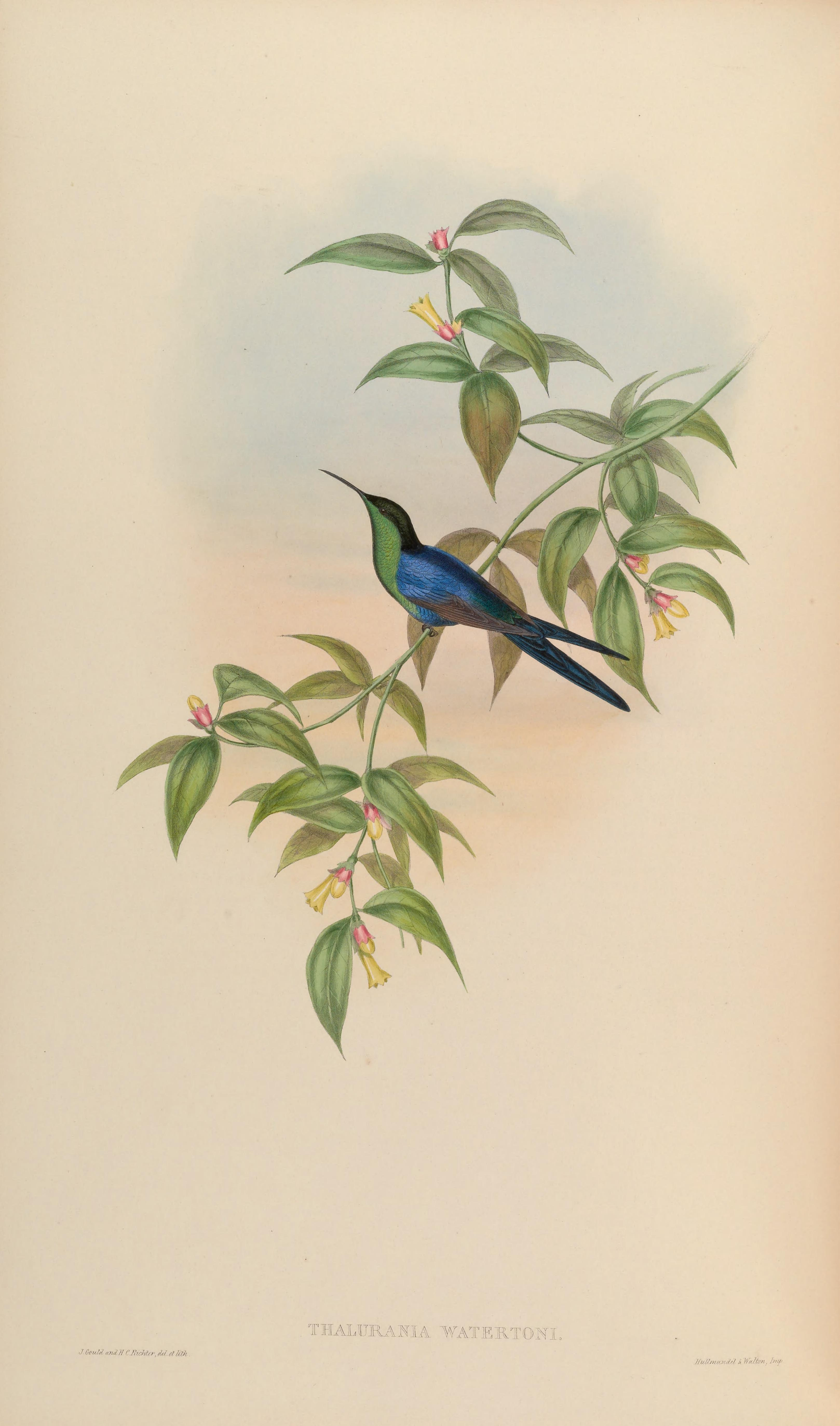